# Алькальд
Алька́льд (ісп. alcalde, МФА: [al.ˈkal̪.de]), або алка́йд (порт. alcaide, МФА: [aɫ.ˈkaj.dɨ]) — міський голова, старшина громади в іспаномовних і португаломовних країнах. Термін походить з часів Реконкісти, від арабського слова каді (араб. قاضى, al-qādi, «суддя»). В середньовіччі також називалися на римський лад преторами (лат. praetor, «головами»), або майорами (лат. maiores, «старшими»). Були представниками короля у поселенні та прилеглій до нього території. Мали повноту судової, військової і виконавчої влади на місцях. Зазвичай, мешкали у приміському замку. Після Реконкісти перетворилися на голів міського магістрату. У сучасній Іспанії та іспаномовних країнах — синонім мера.

## Варіанти назви
- Алька́д (від пол. alkad, рос. алькад) — в українській перекладній літературі.
- Алька́льд, алькалде (ісп. alcalde, МФА: [al.ˈkal̪.de][1]) — у іспаномовних країнах.
- Алка́йд, алкайде (порт. alcaide, МФА: [aɫ.ˈkaj.dɨ][2]) — у португаломовних країнах.